# Св. св. Константин и Елена (Дъбово)
„Св. св. Константин и Елена“ (на гръцки: Αγίου Κωνσταντίνου και Ελένης) е българска възрожденска православна църква в боймишкото село Дъбово (Валтотопи), Егейска Македония, Гърция, част от Гумендженската, Боймишка и Ругуновска епархия на Вселенската патриаршия.
Храмът е от средата на XIX век. Представлява трикорабна базилика с размери 15 на 11 метра, построена, съдейки по запазените архитектурни елементи – архитрав, колони, върху по-стар храм. От западната и южната страна има трем. На запад първоначално има и нартекс с галерия, които не са запазени. Мястото, докъдето се е простирал нартексът, се познава по оцелелите подови каменни плочи. Храмът има две малки врати от юг и от запад с каменни каси. Трите кораба са разделени с колонади с по пет колони, като петата е зад иконостаса и е неоформена. Храмът има една полукръгла апсида, като нишите на протезиса и иконостаса не излизат извън източната стена. В централния кораб е запазен оригинален дървен таван с квадратна шарка. В храма има икони на кулакийските зографи Ставракис Маргаритис, Атанасиос Маргаритис и Дакос Хадзистаматис.
В 1987 година църквата е обявена за паметник на културата под надзора на Девета ефория за византийски старини към Министерството на културата.